# Диссоциативные конвульсии
Диссоциативные конвульсии (или псевдосудороги) — один из видов диссоциативных расстройств. Диссоциативные конвульсии внешне похожи на эпилептические судорожные припадки, однако в отличие от эпилепсии при псевдосудорогах, как правило, не отмечается прикусывания языка, непроизвольного мочеиспускания. В отличие от эпилептических судорожных припадков не отмечается также полной потери сознания: зрачковая реакция на свет и корнеальный рефлекс сохранены.